# Fíjate bien
Fíjate bien es el título del álbum debut de estudio en solitario grabado por el cantautor colombiano Juanes. Fue lanzado al mercado por la empresa discográfica Universal Music Latino el 17 de octubre de 2000.

## Antecedentes
El álbum mezcla el sonido único de la guitarra eléctrica con varios ritmos latinos, el estilo de su tierra natal. Contiene letras con sentimientos profundos sobre la violencia, conciencia social y sus seres queridos. Fue un álbum destacado en el género de música alternativa latina. 
El álbum fue producido por el músico argentino Gustavo Santaolalla quien es conocido por sus contribuciones a temas de pop latino y rock latino. Todas las canciones del álbum fueron escritas por el propio artista.  

## Recepción
Con la presentación del disco, Juanes inicialmente se enfocó en la promoción en Latinoamérica para crear una audiencia para el disco. El álbum recibió siete nominaciones a los Premios Latin Grammy en 2001, de las cuales ganó 3 de ellas (Mejor Nuevo Artista, Mejor Canción de Rock, Mejor Álbum Vocal Rock).

## Lista de canciones
Todas las canciones escritas y compuestas por Juanes. 
| N.º | Título                  | Escritor(es) | Duración |  |
| 1.  | «Ahí Le Va»             | Juanes       | 3:27     |  |
| 2.  | «Para Ser Eterno»       | Juanes       | 5:04     |  |
| 3.  | «Volcán»                | Juanes       | 3:33     |  |
| 4.  | «Podemos Hacernos Daño» | Juanes       | 3:46     |  |
| 5.  | «Destino»               | Juanes       | 3:33     |  |
| 6.  | «Nada»                  | Juanes       | 3:53     |  |
| 7.  | «Fíjate Bien»           | Juanes       | 4:55     |  |
| 8.  | «Vulnerable»            | Juanes       | 4:27     |  |
| 9.  | «Soñador»               | Juanes       | 3:25     |  |
| 10. | «Ficción»               | Juanes       | 4:14     |  |
| 11. | «Para Que»              | Juanes       | 3:35     |  |
| 12. | «Me da Igual»           | Juanes       | 4:12     |  |

## Posicionamiento en listas
| Listas (2000)                     | Mejor posición |
| --------------------------------- | -------------- |
| Estados Unidos (Latin Pop Albums) | 15             |
| Estados Unidos (Top Latin Albums) | 36             |

## Certificaciones
| País           | Organismo certificador | Certificación   | Ventas certificadas | Ref   |
| -------------- | ---------------------- | --------------- | ------------------- | ----- |
| Estados Unidos | RIAA                   | Platino (latín) | 60 000              | [ 3 ] |

## Créditos y personal
- Juanes - composición, guitarra, teclados, programación, tiple, voz.
- Chelito De Castro - acordeón.
- Ellis Holl - sintetizador Hammond.
- Aníbal Kerpel	- mellotron.
- Jose Lopera - batería.
- Alexander Martin - percusión.
- Luis Pastor - bajo sexto.
- Joan Rotondi - piano.
- Michito Sánchez - percusión.
- Gustavo Santaolalla-  claves, caja, pandereta.

### Producción
- David Campbell - arreglos
- Joe Chiccarelli - ingeniero, grabación.
- Aníbal Kerpel	- ingeniero.
- Thom Russo - ingeniero, mezcla, remezcla.
- Gustavo Santaolalla - productor.